# 5973 Takimoto
5973 Takimoto è un asteroide della fascia principale. Scoperto nel 1991, presenta un'orbita caratterizzata da un semiasse maggiore pari a 2,5585853 UA e da un'eccentricità di 0,1625147, inclinata di 3,62289° rispetto all'eclittica.